# Hayer Barhumi
Hayer Barhumi –en árabe, هاجر برهومي– (nacida el 14 de noviembre de 1983) es una deportista tunecina que compitió en judo. Ganó una medalla en los Juegos Panafricanos de 2007, y seis medallas en el Campeonato Africano de Judo entre los años 2001 y 2009.

## Palmarés internacional
| Juegos Panafricanos | Juegos Panafricanos          | Juegos Panafricanos | Juegos Panafricanos |
| Año                 | Lugar                        | Medalla             | Categoría           |
| ------------------- | ---------------------------- | ------------------- | ------------------- |
| 2007                | Argel (Argelia)              | Medalla de plata    | –57 kg              |
| Campeonato Africano |                              |                     |                     |
| Año                 | Lugar                        | Medalla             | Categoría           |
| 2001                | Trípoli (Libia)              | Medalla de oro      | –48 kg              |
| 2004                | Túnez (Túnez)                | Medalla de plata    | –57 kg              |
| 2005                | Puerto Elizabeth (Sudáfrica) | Medalla de oro      | –52 kg              |
| 2006                | Puerto Louis (Mauricio)      | Medalla de oro      | –57 kg              |
| 2008                | Agadir (Marruecos)           | Medalla de plata    | –57 kg              |
| 2009                | Puerto Louis (Mauricio)      | Medalla de plata    | –57 kg              |